# Phú Giáo
Phú Giáo is een huyện in de Vietnamese provincie Bình Dương. De hoofdplaats van Dầu Tiếng is thị trấn Phước Vĩnh.
Dầu Tiếng ligt in het noordoosten van de provincie. Het grenst in het noorden aan Bình Phước en in het oosten aan Đồng Nai. Een van de grotere rivieren in het district is de Sông Bé.
Naast thị trấn Phước Vĩnh kent Phú Giáo nog tien xã's:
- Xã An Bình
- Xã An Linh
- Xã An Long
- Xã An Thái
- Xã Phước Hòa
- Xã Phước Sang
- Xã Tam Lập
- Xã Tân Hiệp
- Xã Tân Long
- Xã Vĩnh Hòa

## Geografische ligging
| Aangrenzende districten           | Aangrenzende districten      | Aangrenzende districten                 | Aangrenzende districten | Aangrenzende districten         |
| --------------------------------- | ---------------------------- | --------------------------------------- | ----------------------- | ------------------------------- |
| Chơn Thành (provincie Bình Phước) |                              | Thị xã Đồng Xoài (provincie Bình Phước) |                         | Đồng Phú (provincie Bình Phước) |
|                                   |                              |                                         |                         |                                 |
| Bến Cát                           | Vĩnh Cửu (provincie Đồng Nai |                                         |                         |                                 |
|                                   |                              |                                         |                         |                                 |
|                                   |                              | Tân Uyên                                |                         |                                 |